# Пражњење столице
Пражњење столице (медицински: дефекација; разговорно: обављање велике нужде, излажење; вулгарно: срање; дијалектно: какење од лат. cacare преко  ) представља завршно дејство варења при којем тијело празни цријева од отпадних производа варења (измета) кроз анус. 
Код здравог човјека учесталост пражњења цријева је од 1—2 пута у дан до 1 пут у два дана. У случају да човјек испражњава столицу чешће од наведеног просјека, каже се да има честу столицу. Узрок може бити вирусна инфекција, паразитско или бактеријско тровање или алергија. Како се не може измести оно што се није ни појело, чешћа столица не може имати круте садржине, већ је ријетка и воденаста. Испражњавање житке столице назива се пролив. Дуготрајни пролив може довести до обезводњавања тијела (дехидрације) и чест је узрок смрти у неразвијеним земљама. Нечесто излажење такође може имати смртан исход. Ако се цријева нередовно празне, црјевни садржај се може згрушати у изузетно грубу и тврду смјесу која може пробити дебело цријево. Нередовно излажење се назива констипација (затвор, стиснуће). Може бити происход слабе исхране, нежељени учинак љекова, посљедица недостатка кретања, посљедица хипотиреозе, као и других чинилаца.
Силом воље човјек може издржати уз редовну исхрану у просјеку више од недјељу дана без обављања велике нужде, услијед чега необуздано дефецира или страда.